# Pixelkonst

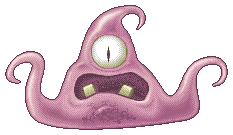
Exempel på pixelkonst.

Pixelkonst eller pixel art är en sorts datorkonst/digital konst som oftast är i form av rastergrafik (grafik uppbyggd av pixlar). Namnet kommer ifrån att konstnären – pixelartisten – skapar bilden genom att bygga upp den på pixelnivå, vilket gör det möjligt för bildskaparen att förse bilden med många detaljer. Grafik i framförallt gamla datorspel, spel till grafritande miniräknare och många mobilspel, består av pixelkonst.
Pixelkonst till datorspel tillhör ofta en av två typer, isometrisk, som är en sorts 3D-projektion, eller icke-isometrisk i form av plana 2D-bilder.